# يو مانو راي
يو مانو راي (1 مارس 1983 بمقاطعة سارلاهي في نيبال - ) هو لاعب كرة قدم نيبالي في مركز الهجوم. شارك مع منتخب نيبال لكرة القدم. أما مع النوادي، فقد لعب مع Nepal Police Club ‏ وClub All Youth Linkage ‏ وMachhindra F.C. ‏.

## وصلات خارجية
- يو مانو راي على موقع قاعدة بيانات كرة القدم.إي يو (الإنجليزية)
- يو مانو راي على موقع ناشيونال فوتبول تيمز (الإنجليزية)